# 1235
1235 (MCCXXXV) var ett normalår som började en måndag i den julianska kalendern.

## Händelser

### Okänt datum
- Birger Magnusson gifter sig med Erik Knutssons dotter Ingeborg.
- Från Gotland kommer tiggarmunkar, så kallade franciskaner, till Söderköping.
- Bela IV efterträder Andreas II som kung av Ungern.
- Kejsar Fredrik II utfärdar en lag om landsfred på riksdagen i Mainz, det första offentliga kungörandet av en rikslag även på tyska språket.
- Belägringen av Konstantinopel (1235).

## Födda
- Petrus de Dacia, svensk dominikanermunk (född troligen detta år).
- Bonifatius VIII, född Benedictus Gaetani, påve 1294–1303 (född omkring detta år).
- Jacob van Maerlant, den nederländska poesins fader (enligt traditionen född detta år).

## Avlidna
- Andreas II av Ungern, ungersk monark.
- Elisabet av Hohenstaufen, drottning av Kastilien.